# Sinentomidae
Sinentomidae es una familia en el orden Protura de Hexapoda. Esta familia posee un único género (Sinentomon) y tres especies descriptas, que habitan en China, Japón, y Corea del Norte.

## Especies
- Sinentomon chui Tuxen & Paik, 1982
- Sinentomon erythranum Yin, 1965
- Sinentomon yoroi Imadaté, 1977